# Pretin
Pretin ist eine Gemeinde im französischen Département Jura in der Region Bourgogne-Franche-Comté.

## Geographie
Pretin liegt auf 366 m, westlich von Salins-les-Bains und etwa 31 km südöstlich der Stadt Dole (Luftlinie). Das Dorf erstreckt sich im Jura, in einem abgeschlossenen Talkessel am Bach Vache, am Fuß der Höhen des ersten Juraplateaus.
Die Fläche des 5,44 km² großen Gemeindegebiets umfasst einen Abschnitt des französischen Juras. Der zentrale Teil des Gebietes wird vom Talkessel von Pretin eingenommen, der einen Durchmesser von rund einem Kilometer aufweist. Er wird durch den Bach Vache, der aus Osten in den Kessel eintritt, nach Nordwesten zur Furieuse entwässert. Flankiert wird der Talkessel im Westen vom Mont Begon, auf dem mit 631 m die höchste Erhebung von Pretin erreicht wird, im Norden vom Château (620 m), im Osten von der Höhe des Fort Saint-André und im Süden von der Hochfläche des Juraplateaus, die hier hauptsächlich von Wald bedeckt ist (Bois du Chaumois; bis 620 m).
Nachbargemeinden von Pretin sind Aiglepierre, Marnoz und Salins-les-Bains im Norden, Bracon im Osten, Ivory und Mesnay im Süden sowie Arbois im Westen.

## Geschichte
Verschiedene Funde, darunter auch griechische Keramikfragmente, weisen darauf hin, dass das Gemeindeareal von Pretin bereits in vorgeschichtlicher Zeit und während der gallorömischen Zeit besiedelt war. Auf dem Hügel von Château befand sich während der Eisenzeit ein Oppidum.
Im 9. Jahrhundert wurde das Priorat Notre-Dame de Château-sur-Salins gegründet, das zunächst von der Abtei von Gigny und später vom Kapitel Saint-Maurice abhängig war und im Zuge der Französischen Revolution zerstört wurde. Zusammen mit der Franche-Comté gelangte Pretin mit dem Frieden von Nimwegen 1678 an Frankreich.

## Sehenswürdigkeiten
Die Dorfkirche Saint-Étienne in Pretin wurde im 19. Jahrhundert erbaut. Die Kanzel und eine Statue aus dem 13. Jahrhundert stammen aus der ehemaligen Prioratskirche.

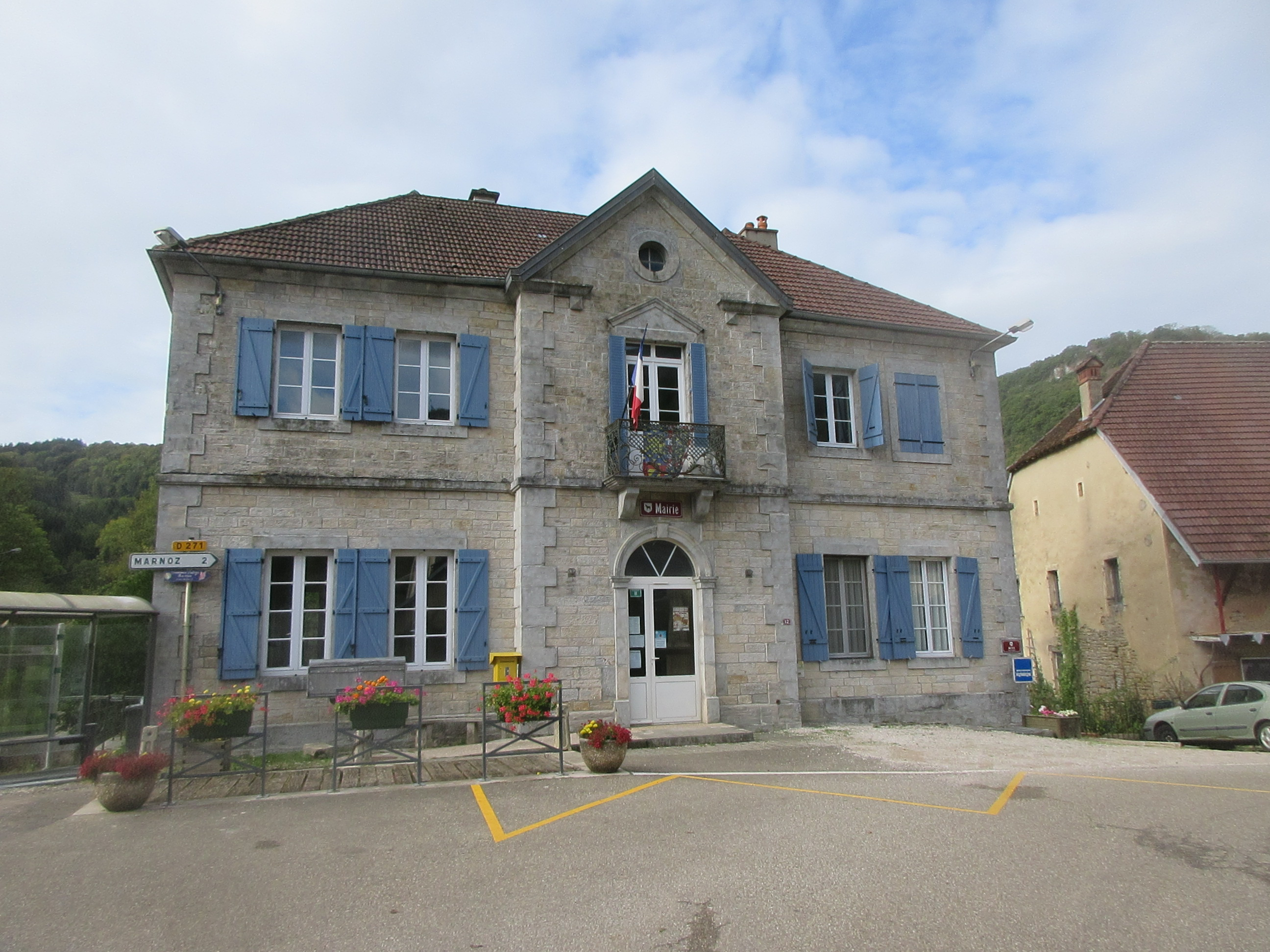
Mairie Pretin
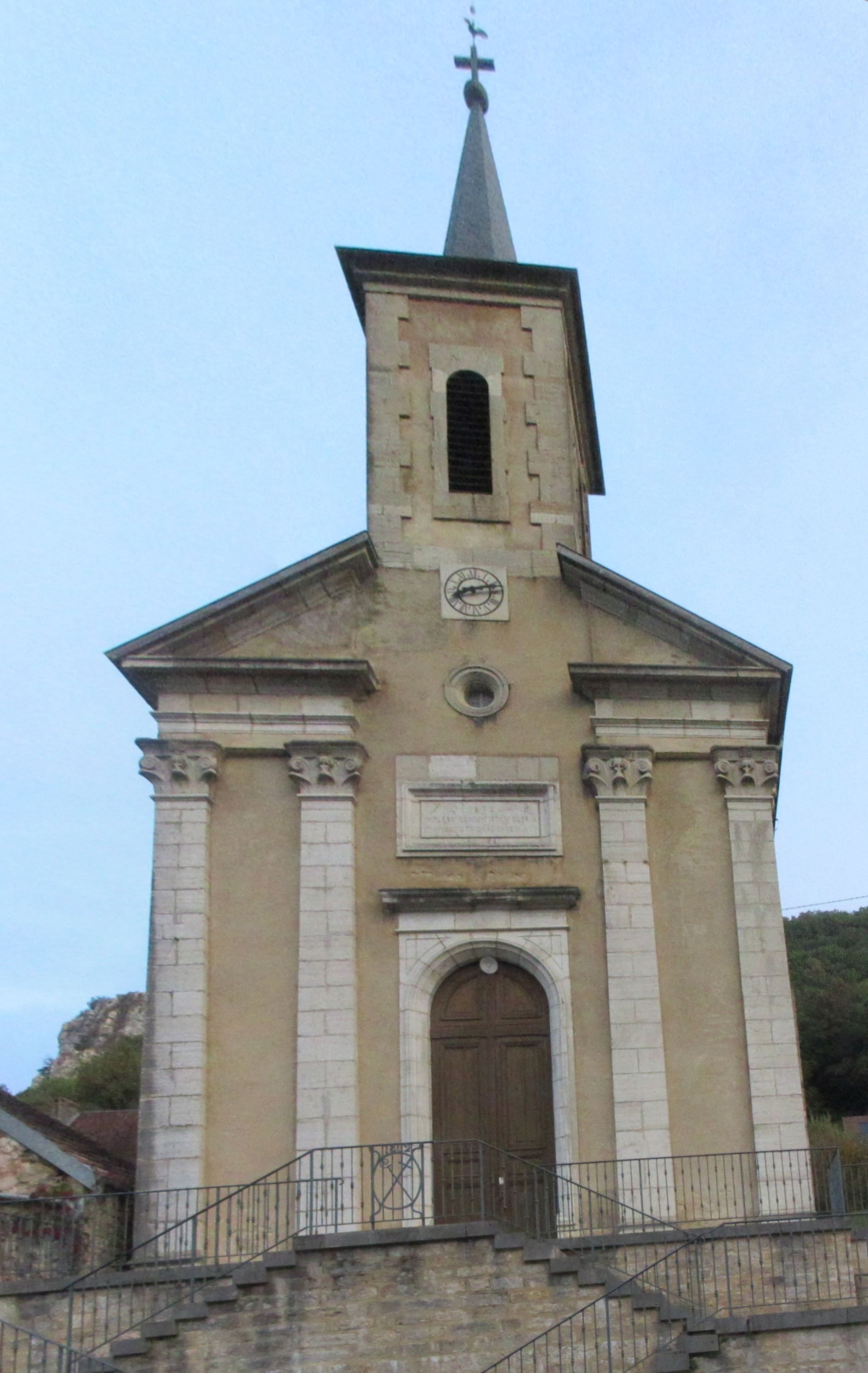
Kirche Saint-Étienne

## Bevölkerungsentwicklung
| Einwohner                  | 122 | 111 | 88 | 68 | 61 | 66 | 61 |
| Quellen: Cassini und INSEE |     |     |    |    |    |    |    |

Mit 52 Einwohnern (Stand 1. Januar 2022) gehört Pretin zu den kleinsten Gemeinden des Départements Jura. Nachdem die Einwohnerzahl in der ersten Hälfte des 20. Jahrhunderts abgenommen hatte (1891 wurden noch 180 Personen gezählt), wurden seit Beginn der 1980er Jahre nur noch geringe Schwankungen verzeichnet.

## Wirtschaft und Infrastruktur
Pretin war bis weit ins 20. Jahrhundert hinein ein vorwiegend durch die Landwirtschaft und Forstwirtschaft geprägtes Dorf. Daneben gibt es heute einige Betriebe des lokalen Kleingewerbes. Mittlerweile hat sich das Dorf auch zu einer Wohngemeinde gewandelt. Viele Erwerbstätige sind Wegpendler, die in den größeren Ortschaften der Umgebung, vor allem in Salins-les-Bains ihrer Arbeit nachgehen.
Die Ortschaft liegt abseits der größeren Durchgangsstraßen an einer Lokalstraße, die von Marnoz nach Bracon führt.